# Ægte laurbær
Ægte laurbær (Laurus nobilis) er et stedsegrønt træ med en bred, kegleformet krone og opstigende grene. Blomsterne dufter sødligt, og bladene har en kraftig, krydret duft, hvorfor laurbærblade anvendes som krydderi.
Ægte laurbær må ikke forveksles med Laurbær-Kirsebær (Prunus laurocerasus) som nok er stedsegrøn ligesom Laurbær, men som er giftig og tilhører en anden plantefamilie, Rosen-familien.

## Beskrivelse
Barken er først glat og lysegrøn med rødlig solside, men senere bliver den brun. Gamle grene og stammer får en smalfuret, sortgrå bark. Knopperne sidder spredt, og de er små og kegleformede med blanke, røde knopskæl.
Bladene er elliptiske og læderagtige med kruset og tandet rand. Oversiden er skinnende mørkegrøn, mens undersiden er lysegrøn. Blomstringen sker i marts-april, hvor man kan se de små, 4-tallige blomster sidde i korte stande ved skudspidserne. De enkelte blomster er bleggule til grøngule. Frugterne ligner oliven i form og størrelse. De er først grønne, men bliver sorte ved modenhed.
Rodnettet er kraftigt og dybtgående (hvis der ellers er godt dræn). Planten sætter talrige rodskud og bryder villigt fra stød.
Højde x bredde og årlig tilvækst: 20 x 15 m (30 x 20 cm/år).

## Hjemsted
Træet er tilpasset veldrænede forhold med vinterregn. Det voksede oprindelig over et stort område i de blandede ege/fyrreskove langs Middelhavets kyster. I dag findes der restbevoksninger på Madeira, i Portugal og ved Opatija i Kroatien.
Laurbær kan generelt ikke klare sig på friland i Danmark, da planten dør ved temperaturer under -15 °C.
I Midtitalien finder man træet i de blandede, stedsegrønne skove på de højeste punkter. Her vokser det sammen med bl.a. buksbom, kristtorn, taks, korsikansk fyr og panserfyr.

## Anvendelse
Laurbærblade anvendes primært som krydderi i kød- og fiskeretter. Bladene kan anvendes både tørrede og friske. De koger normalt med i retten, men fiskes op inden servering.
Indien er den største eksportør af laurbærblade, efterfulgt af Kina og Holland. Smagen af laurbærblade varierer afhængigt af deres vækstbetingelser.

## Trivia
I gammel græsk mytologi blev nymfen Daphne omdannet til en laurbærbusk, for at undslippe guden Apollons tilnærmelser. Apollon reagerede ved at lave sig en krans af laurbærblade og bære den som hovedprydelse.
I det gamle Rom blev krigsherrer og helte hyldet med en krans af laurbærblade, bl.a. den romerske feltherre og diktator Cæsar er ofte afbildet med en laurbærbladskrans om hovedet.